# شارع ديونيسيو أريوباجيتو
شارع ديونيسيو أريوباجيتو (بالإنجليزية: Dionysiou Areopagitou )
( باليونانية : Οδός Διονυσίου Αρεοπαγίτου ، النطق اليوناني: [oˈðos ðjoniˈsiu areopaˈʝitu] )
هو شارع مخصص للمشاة ، بجوار المنحدر الجنوبي للأكروبوليس في حي ماكريجاني بأثينا . سميت على اسم ديونيسيوس الأريوباجي ، أول أثيني اعتنق المسيحية بعد خطبة الرسول بولس ، وفقًا لأعمال الرسل ، وشفيع مدينة أثينا.

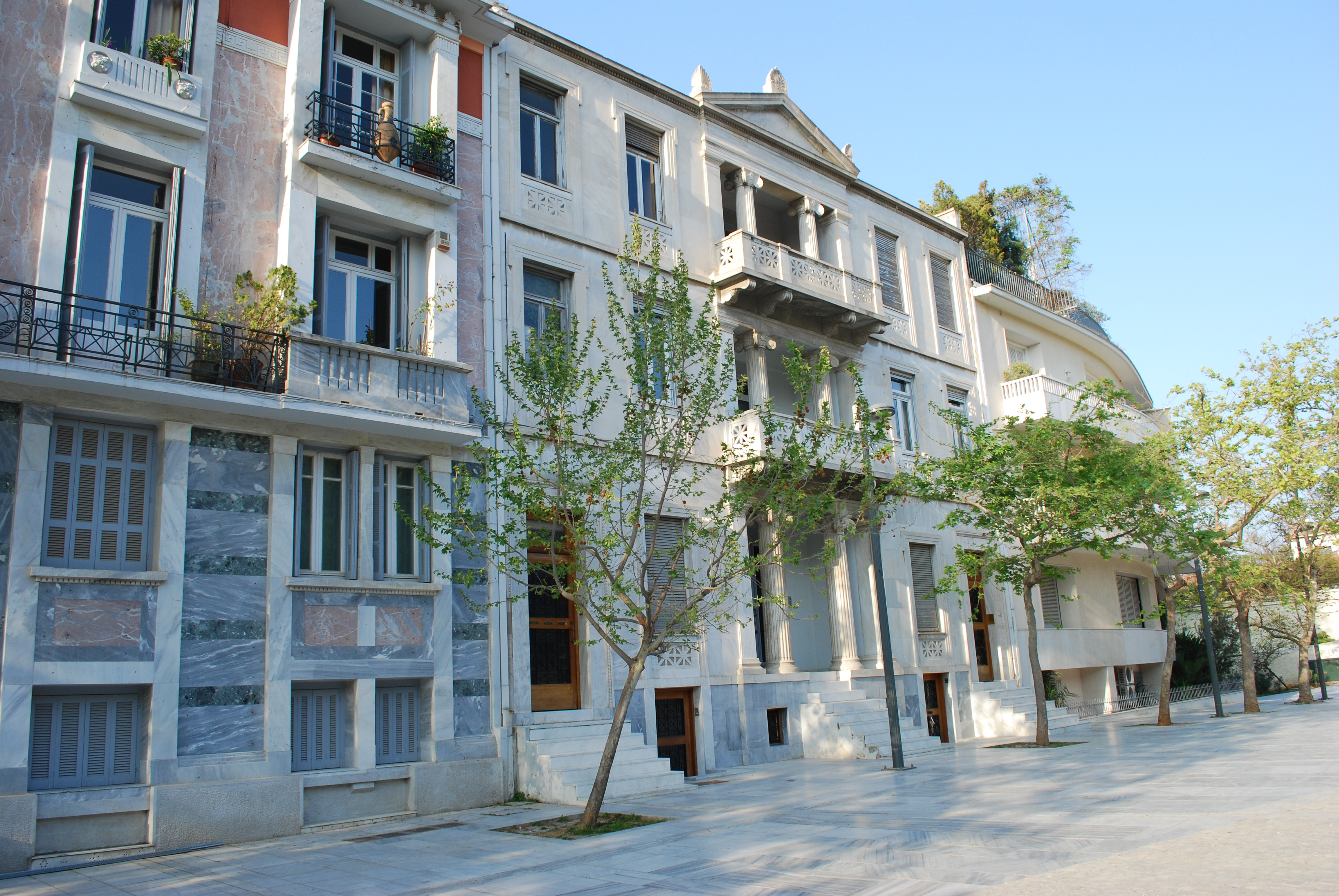
منظر للشارع

يمتد الشارع من الشرق إلى الغرب. يبدأ من شارع فاسيليسيس أمالياس(Amalias) بالقرب من قوس هادريان وينتهي بالقرب من نصب فيلوبابوس (Philopappos Hill) حيث يستمر مثل شارع أبوستلو بافلو (Apostolou Pavlou )، وبقية منطقة المشاة التي تدور حول الموقع الأثري لـ الأكروبوليس (Acropolis) و الأغورا (Agora) .
تم رسم الشارع لأول مرة في عام 1857 في موقع شمالي أكثر من موقع اليوم ، بالقرب من مسرح هيرودس أتيكوس (Odeon of Herodes Atticus) . أعيد تصميمه واكتسب شكله في عام 1955 من قبل المهندس المعماري ديميتريس بيكيونيس (Dimitris Pikionis) الذي صمم أيضًا المسارات المرصوفة للموقع الأثري .
أخيرًا تم تخصيص الشارع للمشاة في عام 2003.

## المباني والآثار

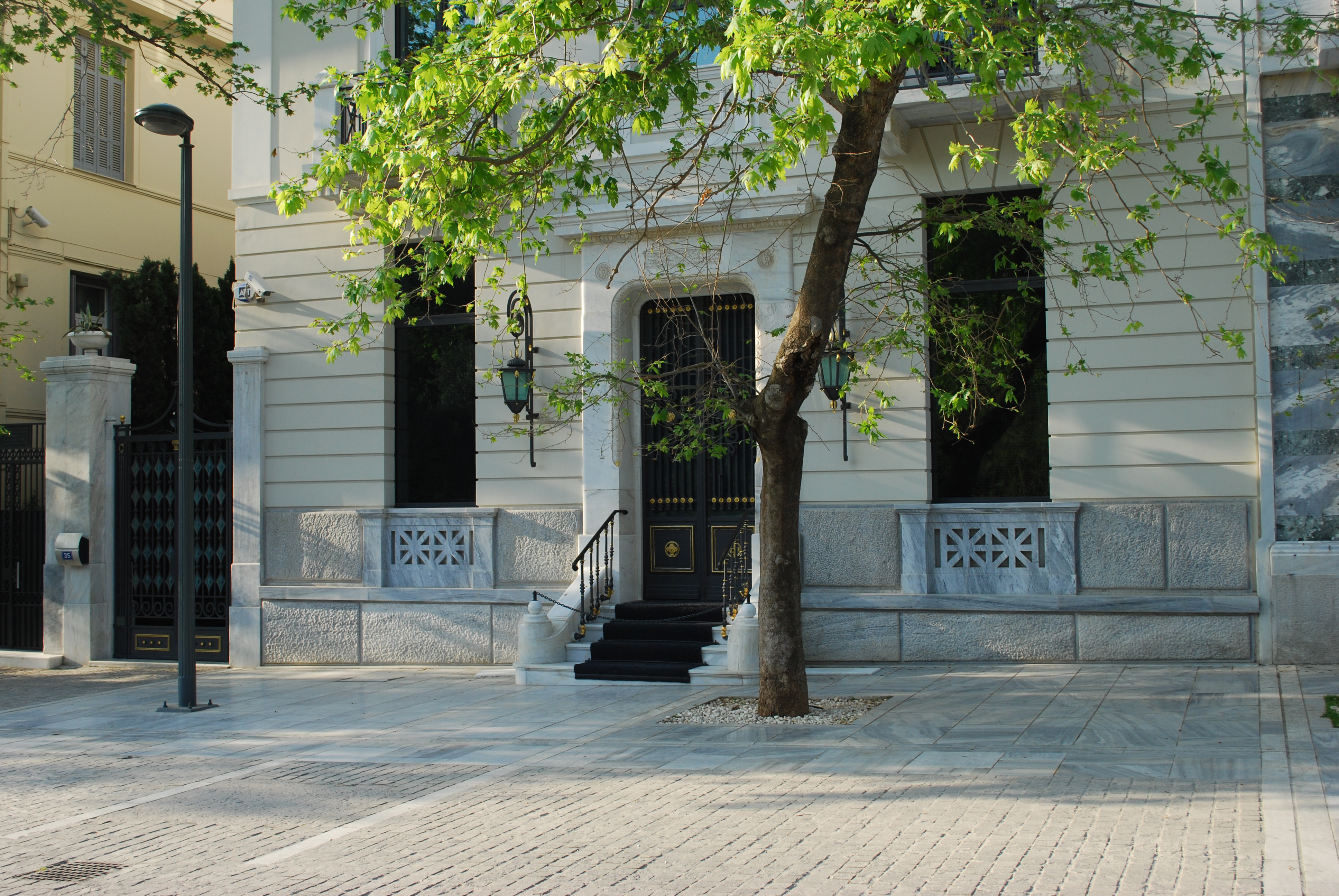
منزل يعود للقرن 20

بداية الشارع بالقرب من جادة أمالاس بها مباني على كلا الجانبين. ومع ذلك ، بعد شارع( Makrygianni )، تتوقف المباني على الجانب الشمالي وتعطي مكانًا للموقع الأثري للأكروبوليس. بالقرب من مدخل مسرح ديونيسوس القديم . على الجانب الجنوبي يوجد متحف أكروبوليس ومنطقة سكنية راقية بها مباني سكنية ومنازل. بالقرب من النهاية يوجد مدخل (Odeon of Herodes Atticus) .
في منتصف الشارع تم العثور على اساسات منزل برقلس .

## سكان بارزون
● فانجيليس ، ملحن يمتلك قصرًا كلاسيكيًا جديدًا بالقرب من متحف الأكروبوليس الذي كان مهددًا بالهدم أثناء بناء المتحف.
كونستانتينوس بارثينيس ، رسام. هدم منزله بعد وفاته عام 1967.
أكيس تسوكاتزوبولوس ، سياسي. أثارت شقته الباهظة الثمن التي اشتراها بأموال من الفضائح الاقتصادية ضجة.
زينوفون زولوتاس(Xenophon Zolotas) ، خبير اقتصادي ورئيس وزراء اليونان المؤقت.